# Сплавина
Сплавина́ — шар рослинності, який наростає від берегів до центру і утворює майже суцільний покрив на поверхні водойми.
У водоймах, які багаті поживними речовинами, сплавина складається з очерету, рогозу, бобівника та інших кореневищних рослин і зелених мохів. У водоймах з бідними поживними речовинами сплавина сладається в основному зі сфагнових мохів.
Сплавини становлять особливу небезпеку при створенні водосховищ, особливо ті, які підстилаються мулом, і після затоплення перетворюються у вільно плаваючі острови. Це перешкоджає як судноплавству, так і ускладнюює роботу ГЕС на водоймах.